# Valle del Saja
El valle del Saja es una unidad geográfica de la comunidad autónoma de Cantabria (España). Comprende el territorio de la cuenca media y alta del río Saja. En el valle se distinguen dos comarcas naturales:
- El curso medio alto se denomina genéricamente valle de Cabuérniga. Lo ocupan los términos municipales de Los Tojos, Cabuérniga y Ruente, así como la mancomunidad de Campoo-Cabuérniga. Sigue la dirección sur a norte, con algún valle lateral de orientación este a oeste, en los afluentes de los ríos Argoza, que pasa por el pueblo de Bárcena Mayor (conjunto histórico-artístico), el río Viaña, río Lamiña y también incluiríamos aquí la cuenca del río Bayones, que baja de los montes de Ucieda.

- Desde la Hoz de Santa Lucía hasta San Pedro de Rudagüera se denomina valle de Cabezón, con los términos municipales de Cabezón de la Sal, Mazcuerras y Reocín. Poco más abajo de Rudagüera y ya en Torrelavega, se le une el río Besaya (a la altura de la localidad de Ganzo), que por la ría de San Martín, cerca de Suances, desemboca al mar Cantábrico.

Estos valles se forman entre la variada orografía de la cordillera Cantábrica. En el curso alto encontramos las sierras del Cordel, sierras de Bárcena Mayor, montes de Cabuérniga y Ucieda y la sierra del Escudo de Cabuérniga, donde se forma la cluse de La Hoz de Santa Lucía. Después la orografía se suaviza, las vegas son más amplias y quedan delimitadas por las sierras de Ibio y las pequeñas lomas prelitorales.